# Фотохімічна еквівалентність
Фотохімічна еквівалентність (англ. photochemical equivalence, рос. фотохимическая эквивалентность) — термін стосується стану, коли співвідношення між числом фотонів, абсорбованих системою, та числом утворених збуджених станів становить 1:1. Часто не справджується у випадку світла з високою інтенсивністю (лазерні пучки), коли молекула може абсорбувати більш, ніж один фотон. 
Принцип фотохімічної еквівалентності був запропонований Альбертом Ейнштейном. 